# Proterosceliopsis masneri
Proterosceliopsis masneri  (лат.) — ископаемый вид перепончатокрылых наездников рода Proterosceliopsis из семейства Proterosceliopsidae (Platygastroidea). Один из древнейших представителей паразитических  перепончатокрылых. Ископаемые остатки обнаружены в меловом испанском янтаре (Álava, альбский ярус, формация Escucha, около 110 млн лет).

## Описание
Мелкие перепончатокрылые наездники. Длина тела 2,14 мм, длина переднего крыла 1,25.
Вид Proterosceliopsis masneri был впервые описан по останкам в янтаре в 2014 году испанским энтомологом Дж. Ортега-Бланко (Jaime Ortega-Blanco, Departament d'Estra-tigrafia, Paleontologia i Geociencies Marines, Universitat de Barcelona, Барселона, Испания), канадским биологом Рианом МакКелларом (Ryan C. McKellar, Department of Earth & Atmospheric Sciences, University of Alberta, Эдмонтон, Канада), и американским палеоэнтомологом Майклом Энджелом (M. S. Engel, Division of Invertebrate Zoology, American Museum of Natural History, New York; and Division of Entomology, Paleoentomology, Natural History Museum, and Department of Ecology & Evolutionary Biology, Канзасский университет, Лоренс, Канзас, США) вместе с такими видами как Bruescelio platycephalus, Tithonoscelio resinalis  и другими. Включён в состав отдельного рода Proterosceliopsis. Видовое название P. masneri дано в честь Л. Маснера, крупного канадского гименоптеролога (Lubomír Masner).